# Renate Liebold
Renate Liebold (* 1962 in Beilngries) ist eine deutsche Soziologin und Hochschullehrerin an der Friedrich-Alexander-Universität Erlangen-Nürnberg (FAU).

## Wissenschaftlicher Werdegang
Renate Liebold studierte Soziologie, Psychologie und Pädagogik an der Friedrich-Alexander-Universität Erlangen-Nürnberg (Studienabschluss Magister Artium) und Sozialpädagogik an der Universität Bamberg (Studienabschluss Dipl. Soz.päd. (FH)). Sie forschte zunächst in Feld der Biographieforschung und Geschlechtersoziologie, arbeitete als wissenschaftliche Mitarbeiterin in einem DFG-Projekt „Lebensarrangements von Führungskräften zwischen Beruf und Familie“ und promovierte 2001 zum Thema „Partnerschaft und Familie aus der Sicht männlicher Führungskräfte“. Danach arbeitete sie als wissenschaftliche Mitarbeiterin in einem von der DFG geförderten Projekt über „Ökonomische Eliten im Generationenwandel“, bis sie sich 2009 mit einer Arbeit über „Wissen und Geschlecht – Weibliche Gemeinschaften im Milieuvergleich“ habilitierte. Nach Lehraufträgen an der Ruprecht-Karls-Universität Heidelberg, der Universität Innsbruck und der Friedrich-Schiller-Universität Jena (FSU Jena) vertrat sie von 2011 bis 2015 den Lehrstuhl für Mikrosoziologie (Karl Lenz) an der TU Dresden. Seit 2015 ist sie Professorin für Soziologie an der Friedrich-Alexander-Universität Erlangen-Nürnberg.
Renate Liebold ist Mitbegründerin und Vorstandsmitglied im Interdisziplinären Zentrum Gender Differenz Diversität. Sie ist Mitglied der Kommission Chancengleichheit der FAU und seit 2022 Prodekanin für Lehrer- und Lehrerinnenbildung der Philosophischen Fakultät und Fachbereich Theologie der FAU.

## Forschungsschwerpunkte
Renate Liebold forscht und lehrt in den Bereichen der (Auto-)Biografieforschung und Geschlechtersoziologie, Soziologie privater Lebensformen, Soziologie der Freundschaft, kultursoziologischen Fragestellungen und körpernahe Dienstleistungsarbeit. Sie war Antragstellerin und Projektleiterin des DFG-Projekt „Andere schön machen“ – Arbeit am Körper als Dienstleistung und Erwerbsarbeit (2017–2019) an der FAU.

## Schriften (Auswahl)

### Bücher
- „Meine Frau managt das ganze Leben zu Hause ...“ Partnerschaft und Familie aus der Sicht männlicher Führungskräfte. Wiesbaden 2001, ISBN 3-531-13636-4.
- mit Ingrid Artus, Karin Lohr, Evelyn Schmidt, Rudi Schmid, Udo Strohwald: Betriebliches Interessenhandeln. 2001. Bd. 2: Zur politischen Kultur der Austauschbeziehungen zwischen Management und Betriebsrat in der ostdeutschen Industrie. Leske & Budrich, Opladen, ISBN 978-3-8100-2230-1.

- Frauen „unter sich“. Eine Untersuchung über weibliche Gemeinschaften im Milieuvergleich. 2009. Wiesbaden, 2001, ISBN 978-3-531-16883-8.
- als Herausgeberin mit Doris Feldmann und Annette Keilhauer 2020. Zuordnungen in Bewegung. Geschlecht und sexuelle Orientierung quer durch die Disziplinen. FAU Studien Gender Differenz Diversität, Band 1, FAU University Press. Erlangen 2020  DOI:10.25593/978-3-96147-302-1
- als Herausgeberin mit Victoria Gutsche und Annette Keilhauer: Body Politics. Intersektionale und interdisziplinäre Perspektiven auf den Körper. FAU Studien Gender Differenz Diversität, Band 4, FAU University Press. Erlangen 2023. DOI:10.25593/978-3-96147-684-8

### Aufsätze (Auswahl)
- Renate Liebold, Larissa Pfaller: Strukturierte Individualisierung: Über das zeitdiagnostische Potential der Freundschaft. in: Cultura & Psyché – Journal of Cultural Psychology. 5. Jahrgang, Nr. 1 (2024), DOI:10.1007/s43638-024-00091-9
- Renate Liebold, Katrin Ettl: „Kein Rosa kein Chichi“ – zum Selbstverständnis männlicher Dienstleister im Schönheitssektor. In: A. Garcia, T. Schlinzig, R. Simon (Hrsg.): Von Miniaturen bis Großstrukturen. Mikrosoziologie sozialer Ordnung. Beltz Juventa, Weinheim/Basel 2021, ISBN 978-3-7799-6319-6, S. 111–125.
- Renate Liebold: Autobiografieanalyse und dokumentarische Methode am Beispiel der Wirtschaftselite. In: Industrielle Beziehungen 1/2018, S. 105–127. DOI
- Renate Liebold: Biographische Eliteforschung. In: H. Lutz, M. Schiebel, E. Tuider (Hrsg.): Handbuch der Biographieforschung. Springer Fachmedien, Wiesbaden 2018, ISBN 978-3-658-18170-3, S. 427–437. Online (frei zugänglich)
- Doris Feldmann, Jochen Hoffmann, Annette Keilhauer, Renate Liebold: „Rasse“ und „ethnische Herkunft“ als Merkmale des AGG. In: Rechtswissenschaft (RW). Heft 1. Nomos, 2018, S. 23–46, doi:10.5771/1868-8098-2018-1-23 (fau.de).
- Matthias Klemm, Renate Liebold: Qualitative Interviews in der Organisationsforschung. In: Stefan Liebig, Wenzel Matiaske, Sophie Rosenbohm (Hrsg.): Handbuch Empirische Organisationsforschung. Springer Fachmedien, Wiesbaden 2017, ISBN 978-3-658-08492-9, S. 299–324.
- Renate Liebold, Rainer Trinczek: Experteninterview. In: Stefan Kühl, Petra Strodtholz, Andreas Taffertshofer (Hrsg.): Handbuch Methoden der Organisationsforschung. Quantitative und Qualitative Methoden. (2. Aufl.) VS-Verlag, Wiesbaden 2009, ISBN 978-3-531-15827-3, S. 32–56.